# Skupina 28
Skupina [28] je skupina fotografů z České republiky, která byla založena v roce 2009. Jejími členy jsou Jiří Havrda, Míša Hrubá, Jana Hunterová, Petr Kadlec, David Muzik a Irena Vězdová.
Skupina působí v oblasti dokumentární fotografie, pracuje na mezinárodních projektech a od roku 2010 vydává skupina nejrůznější publikace.

## Projekty
- Evropa na hraně, 2016
- Vesnice objektivem [28], 2015
- Arles, 2014
- ADRA - Pomáhat je radost, 2012
- Rumunští cikáni, 2010
- Havana Libre, 2010
- Černobyl, 2009
- Pod Povrchem, 2009

## Výstavy
- 2010 Výstavní síň Mánes
- 2011 Galerie U Rytíře v Liberci
- 2012 Mánesova galerie Vlastivědného muzea v Olomouci
- 2013 Galerie Langhans
- 2016 Cafe Prostoru_, v budově Národní technické knihovny, Praha 6

## Publikace
- 2010 Ročenka Skupiny [28] : 2010 Annual book of the Group [28], ISBN 978-80-254-8913-0
- 2011 Ročenka Skupiny [28] : 2011 Annual book of the Group [28], ISBN 978-80-260-1574-1
- 2012 Ročenka Skupiny [28] : 2012 Annual book of the Group [28], ISBN 978-80-260-3998-3
- 2013 Ročenka Skupiny [28] : 2013 Annual book of the Group [28], ISBN 978-80-260-6034-5
- 2014 Ročenka Skupiny [28] : 2014 Annual book of the Group [28], ISBN 978-80-906007-0-6
- 2015 Ročenka Skupiny [28] : 2015 Annual book of the Group [28], ISBN 978-80-906007-1-3